# Малое Филисово
Малое Филисово — упразднённая деревня в Вязниковском районе Владимирской области России.

## География
Урочище находится в северо-восточной части области, в зоне хвойно-широколиственных лесов, в пределах Волжско-Окского междуречья, на левом берегу реки Хонки (правый приток реки Селезень), на расстоянии 18 километров (по прямой) к юго-юго-западу от города Вязники, административного центра района.

### Климат
Климат характеризуется как умеренно континентальный. Средняя температура воздуха самого холодного месяца (января) — −11,1 °C (абсолютный минимум — −48 °С), средняя максимальная температура воздуха (июля) — +23,3 °С (абсолютный максимум — +37 °С). Годовое количество атмосферных осадков составляет около 607 мм, из которых 413 мм выпадает в период с апреля по октябрь.

## История
В «Списке населенных мест Владимирской губернии по сведениям 1859 года» населённый пункт упомянут как удельная деревня Филисово малое Вязниковского уезда, расположенная в 20 верстах от уездного города. В деревне насчитывалось 15 дворов и проживало 142 человека (71 мужчина и 71 женщина).
По состоянию на 1905 год, в Малом Филисове имелось 18 дворов и проживало 148 человек. В административном отношении деревня входила в состав Никологорской волости.
По данным 1926 года в деревне имелось 27 крестьянских хозяйств и проживало 148 человек (68 мужчин и 80 женщин). Являлась частью Филисовского сельсовета Никологорской волости.